# Москоу (Мен)
Москоу (англ. Moscow) — місто (англ. town) в США, в окрузі Сомерсет штату Мен. Населення — 475 осіб (2020).

## Демографія
Згідно з переписом 2010 року, у місті мешкало 512 осіб у 228 домогосподарствах у складі 147 родин. Було 362 помешкання
Расовий склад населення:
| - 97,9 % — білих - 0,6 % — корінних американців - 0,4 % — азіатів |

До двох чи більше рас належало 1,2 %. Частка іспаномовних становила 0,0 % від усіх жителів.
За віковим діапазоном населення розподілялося таким чином: 16,6 % — особи молодші 18 років, 67,4 % — особи у віці 18—64 років, 16,0 % — особи у віці 65 років та старші. Медіана віку мешканця становила 46,9 року. На 100 осіб жіночої статі у місті припадало 116,0 чоловіків;  на 100 жінок у віці від 18 років та старших — 112,4 чоловіків також старших 18 років.
Середній дохід на одне домашнє господарство  становив 38 033 долари США (медіана — 32 880), а середній дохід на одну сім'ю — 44 982 долари (медіана — 38 646). Медіана доходів становила 31 375 доларів для чоловіків та 34 531 долар для жінок. За межею бідності перебувало 19,1 % осіб, у тому числі 29,5 % дітей у віці до 18 років та 12,1 % осіб у віці 65 років та старших.
Цивільне працевлаштоване населення становило 228 осіб. Основні галузі зайнятості: роздрібна торгівля — 18,4 %, освіта, охорона здоров'я та соціальна допомога — 17,5 %, виробництво — 15,8 %.